# C6

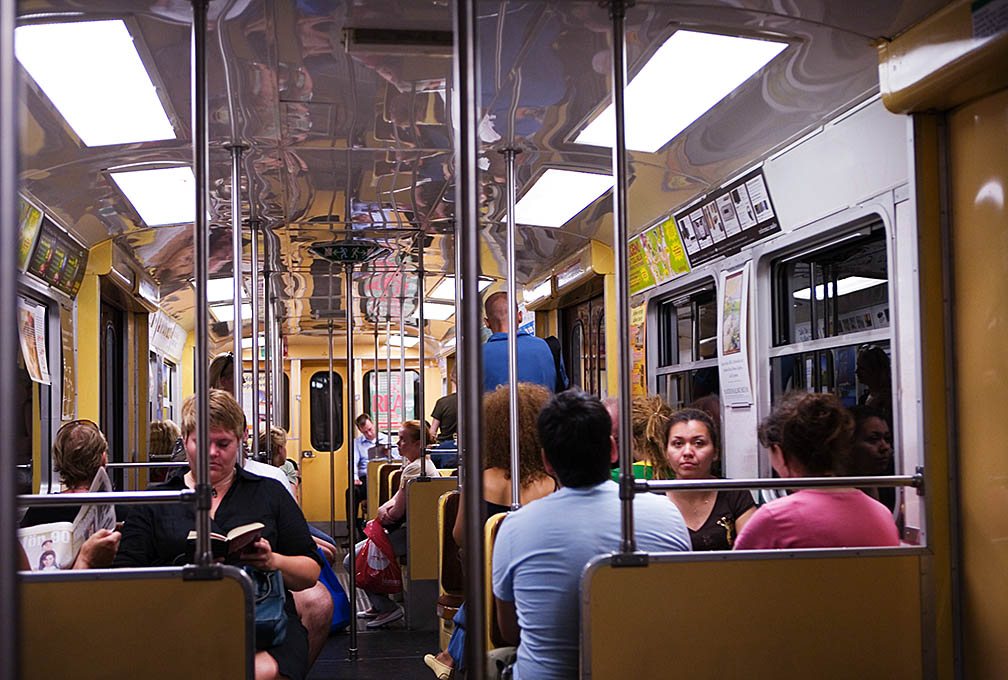
interieur van een C6

De C6 was een metrostel dat tussen 1970 en 2023 werd gebruikt op het metronet van Stockholm.
Het metrostel (feitelijk een treinstam bestond doorgaans uit 8 rijtuigen, en werd in de laatste jaren ingezet door MTR Stockholm op de rode lijn van de Stockholmse metro. De stellen zijn eigendom van de lokale vervoersautoriteit Storstockholms Lokaltrafik. Deze treinstammen kennen geen doorloopverbinding tussen de rijtuigen (op dit ogenblik hebben alleen het C20  en de C30 stellen een doorloopfunctie).

## Techniek
De rijtuigen worden aangedreven door motoren die een voeding krijgen van 650 volt gelijkspanning. De deuren worden met behulp van een pneumatisch systeem geopend en gesloten vanuit de bestuurderscabine.
De treinen zijn gebouwd in de periode 1970-1974 bij ASEA en worden onderhouden bij de SL vestiging te Hammarby.

## Inzet
- Rode lijn 13: Ropsten - T-Centralen - Slussen - Liljeholmen - Norsborg
- Rode lijn 14: Mörby centrum - Danderyds Sjukhus - T-Centralen - Slussen - Liljeholmen - Fruängen